# Dawid Nowak
Dawid Nowak (* 30. November 1984 in Hrubieszów (Grubeschow, deutsch), Polen) ist ein polnischer ehemaliger Fußballspieler.

## Vereinskarriere
Dawid Nowak spielte in seiner Jugend bei Unia Hrubieszów und später bei UKS SMS Łódź. 2003 wurde er vom Viertligisten Zdrój Ciechocinek verpflichtet. Von 2004 bis 2006 spielte er in der dritten polnischen Liga für den Toruński KP und von 2005 bis 2006 für den ebenfalls in die dritte Liga aufgestiegenen Zdrój Ciechocinek. 2006 wurde er vom polnischen Erstligisten GKS Bełchatów verpflichtet. Hier wurde er Stammspieler und einer der erfolgreichsten Stürmer der polnischen Ekstraklasa. Im Dezember 2012 wurde er aus dem Kader der ersten Mannschaft gestrichen und trainierte mit der Nachwuchsmannschaft. Im März 2013 wurde die Suspendierung aufgehoben, nachdem Nowak einen neuen Vertrag ausgehandelt hatte. Zur Saison 2013/2014 wechselte er zum KS Cracovia, wo er Stammspieler war und eine gute Saison mit 8 Toren in 26 Ligaspielen absolvierte. Die darauffolgende Saison verlief für ihn nicht mehr so gut. Er absolvierte lediglich 9 Ligaspiele und erzielte 1 Tor, bevor bei ihm bei einer Dopingkontrolle eine verbotene Substanz entdeckt wurde und er vom polnischen Verband für 2 Jahre gesperrt wurde. Nach Ablauf seiner Sperre unterschrieb er einen Vertrag bei Bruk-Bet Termalica Nieciecza. Hier war er jedoch kein Stammspieler und konnte in 17 Ligaspielen lediglich 2 Tore schießen. Zur Saison 2017/2018 wechselte er in die 2. Liga zu Puszcza Niepołomice. Wiederum nur ein Jahr später nahm ihn Garbarnia Kraków bis zum Karriereende Ende der Saison unter Vertrag.

## Nationalmannschaft
In der polnischen Nationalmannschaft debütierte er am 2. Februar 2008 beim 1:0-Sieg gegen Finnland. Bis Anfang 2011 bestritt er acht Länderspiele. Danach wurde er nicht mehr nominiert.